# Autostrada A10 (Belgia)
Autostrada belgiană A10 (clasificată ca E40) este una dintre cele mai circulate autostrăzi din Belgia. Lucrările de construcție au început la 6 aprilie 1937, ceea ce face din această șosea prima autostradă belgiană.
Autostrada pornește de la Oostende, trece în apropiere de Bruges, se intersectează cu A18, continuă pe lângă Aalst și se termină pe centura Bruxelles-ului. Autostrada face parte din traseul E40, cu excepția tronsonului dintre nodul rutier Jabbeke și Ostende, unde E40 urmează traseul A18.
Această autostradă reprezintă cea mai directă legătură între Bruxelles și litoralul belgian, ceea ce explică frecventa ei supraaglomerare. Este utilizată intens de către belgieni și este adesea blocată din cauza numărului mare de turiști care se îndreaptă spre litoralul belgian. Acest lucru devine o problemă majoră în special la întoarcerea din vacanțe, când mulți locuitori din orașe revin acasă.

## Rute alternative
- A11 dinspre Anvers, continuând pe N49 până la Knokke-Heist.
- A8 dinspre Bruxelles până la Tournai, apoi A17 până la Kortrijk, continuând pe A19 până la Ypres, iar în final pe N8.

## Istoric
Darea în folosință a secțiunilor:
- 1940: Secțiunea Aalter – Jabbeke
- 1951: Secțiunea Tronchiennes (Drongen) – Aalter
- 1952: Secțiunea Saint-Denis-Westrem (Sint-Denijs-Westrem) – Gand-Ouest / Tronchiennes (Gent-West / Drongen)
- 1954: Secțiunea Mere – Saint-Denis-Westrem (Sint-Denijs-Westrem)
- 1954: Secțiunea Jabbeke – Ostende (Oostende)
- 1956: Secțiunea Grand-Bigard (Groot-Bijgaarden) – Mere
- 1985: Secțiunea Berchem-Sainte-Agathe – Grand-Bigard (R0)

## Traseu
| Descrierea traseului         | |              |
| R31                          | |              |
| 4 - Oostende                 | Orașe deservite: Nieuwpoort, Middelkerke, Aeroportul Internațional Oostende–Bruges, Oostende, Blankenberge, Bredene, Terminalul de feriboturi de marfă Oostende. | R31          |
| A10                          | |              |
| 5 - Zandvoorde               | Orașe deservite: Oudenburg, Zandvoorde, Parcul industrial Oostende.                                                                                              | G000         |
|                              | Pod peste canalul Plassendale-Nieuwpoort. |              |
| 5b - Oudenburg               | Orașe deservite: Oudenburg, Parcul industrial Oostende (nod rutier parțial).                                                                                     | N358         |
| Jabbeke                      | Nod rutier între A18 și A10: Calais, Dunkerque, Veurne (nod rutier parțial).                                                                                     | A18 E40      |
| A10 E40                      | |              |
| 6 - Jabbeke De Haan          | Orașe deservite: Jabbeke, De Haan (sens Bruxelles → Oostende).                                                                                                   | N377         |
|                              | Zonă de servicii: Jabbeke (sens Bruxelles → Oostende). |              |
| 6a - De Haan                 | Orașe deservite: Jabbeke, De Haan, Bredene (sens Oostende → Bruxelles).                                                                                          | N377         |
|                              | Zonă de servicii: Jabbeke (sens Oostende → Bruxelles). |              |
| 6b - Jabbeke                 | Orașe deservite: Jabbeke, Varsenare (nod rutier parțial) (sens Oostende → Bruxelles).                                                                            | N367         |
| 7 - Loppem                   | Orașe deservite: Zedelgem, Loppem, Sint-Michiels. | N397         |
| 8 - Brugge                   | Orașe deservite: Lille, Kortrijk, Roeselare, Portul Zeebruges, Blankenberge, Bruges.                                                                             | A17 E403     |
| 9 - Oostkamp                 | Orașe deservite: Hertsberge, Oostkamp. | N50g         |
| 10 - Beernem                 | Orașe deservite: Wingene, Beernem. | N370         |
|                              | Granița provincială între Flandra de Vest și Flandra de Est. |              |
| 11 - Aalter                  | Orașe deservite: Tielt, Deinze, Knokke-Heist, Maldegem, Aalter.                                                                                                  | N37 N44 N409 |
| 12 - Nevele                  | Orașe deservite: Nevele, Hansbeke. |              |
|                              | Pod peste canalul Schipdonk. |              |
| 13 - Drongen                 | Orașe deservite: Deinze, Gent, Drongen. |              |
|                              | Zonă de servicii: Drongen (în ambele sensuri). |              |
|                              | Pod peste Lys. |              |
| 14 - St. Denijs-Westrem      | Orașe deservite: Gent, Zonă expozițională, Sint-Denijs-Westrem.                                                                                                  | B402 N43     |
| 15 - Zwijnaarde              | Nod rutier parțial racordat la A10 (sens Ostende → Bruxelles).                                                                                                   | N60 A10      |
| Zwijnaarde                   | Nod rutier între A14 și A10: Lille, Kortrijk; Gent, Anvers. | A14 E17      |
|                              | Pod peste Escaut. |              |
|                              | Pod peste Tijarm. |              |
| 16 - Merelbeke               | Orașe deservite: Merelbeke, Universitatea Gent (nod rutier parțial) (sens Oostende → Bruxelles).                                                                 |              |
| Merelbeke                    | Nod rutier între B403 și A10: Terneuzen, Gent, Zelzate, Eeklo, Portul Haven.                                                                                     |              |
|                              | Pod peste Gondebeek. |              |
| 17 - Wetteren                | Orașe deservite: Geraardsbergen, Zottegem, Wetteren. | N42          |
|                              | Zonă de servicii: Wetteren (în ambele sensuri). |              |
|                              | Pod peste Molenbeek. |              |
| 18 - Mere                    | Orașe deservite: Zottegem, Erpe-Mere. | N46          |
| 19 - Aalst                   | Orașe deservite: Geraardsbergen, Ninove, Aalst, Dendermonde. | N45 R41      |
|                              | Pod peste Râul Dender. |              |
|                              | Granița provincială între Flandra de Est și Brabantul Flamand.                                                                                                   |              |
| 19a - Affligem               | Orașe deservite: Denderleeuw, Liedekerke, Affligem. | N208         |
| 20 - Ternat                  | Orașe deservite: Enghien, Ternat, Asse. | N285         |
|                              | Zonă de servicii: Groot-Bijgaarden (în ambele sensuri). |              |
| Intersecție                  | Nod rutier între R0 și A10: Mons, Charleroi, Namur, Liège, Anvers.                                                                                               | R0 E19 E40   |
| A10                          | |              |
| 21 - Groot-Bijgaarden/Zellik | Orașe deservite: Asse, Zellik, Groot-Bijgaarden, Parcul industrial Groot-Bijgaarden (nod rutier parțial).                                                        | N9 N9b       |
|                              | Granița provincială între Brabantul Flamand și Bruxelles. Granița regională între Flandra și Regiunea Capitalei Bruxelles.                                       |              |
| A10                          | |              |
| R20                          | |              |